# هوتین تومنتایک
هوتین تومنتایک (به لاتین: Hutyn Tomnatyk) یک کوه در اوکراین است که در شهرستان راکیو واقع شده‌است. هوتین تومنتایک ۲٬۰۱۶ متر بالاتر از سطح دریا واقع شده‌است.